# بيلا تسركفا (فويفودينا)
بيلا كركفا (Бела Црква) هي مدينة في جوزنو-بانات في مقاطعة فويفودينا في صربيا.
يبلغ عدد سكانها حوالي 10473 نسمة.

## أعلام
- مومتشيلو دوكيتش
- أنطون أرنولد
- زولتان بيكي